# Eberholzen
Eberholzen ist ein Ortsteil der Gemeinde Sibbesse im Landkreis Hildesheim, Niedersachsen, Deutschland.

## Geografie

### Geografische Lage
Eberholzen liegt südwestlich von Hildesheim zwischen den Naturparks Weserbergland Schaumburg-Hameln und Harz. Nordöstlich erhebt sich der Hildesheimer Wald, südsüdöstlich liegen die Vorberge und südwestlich die Sieben Berge. Durchflossen wird das Dorf vom kleinen Despe-Zufluss Hahmbach.

### Nachbarorte
Nahe Ortschaften sind Heinum im Nordwesten, Eitzum im Norden, Nienstedt im Nordnordosten, Hönze im Nordosten, Möllensen im Nordosten, Sibbesse im Osten und Westfeld im Südosten.

## Geschichte
Eberholzen wird im Jahr 1240 als Eilbereholthusen erstmals urkundlich erwähnt, wobei Eilbere möglicherweise ein Eigenname ist. Weitere Bezeichnungen sind 1282 Elberholthusen, 1282 Ebbereholthusen, 1285 Elberholthusen, 1304 Elberholthusen, 1311 Eylberholthusen und 1318 Elberholthusen.
Die Kapelle im benachbarten Dorf Möllensen wurde 1304 als „Filial“ der Kirche in Eberholzen genannt. Zu Beginn des 20. Jahrhunderts zählte Eberholzen 682 Einwohner.
Im November 1835 vernichtete eine Feuersbrunst an die 100 Häuser.
Am 1. November 2016 wurde Eberholzen mit den anderen Gemeinden der Samtgemeinde Sibbesse zur neuen Gemeinde Sibbesse zusammengeschlossen.

## Politik

### Ortsrat
Der Ortsrat von Eberholzen setzt sich aus fünf Ratsherren folgender Parteien zusammen:
- CDU: 2 Sitze
- SPD: 2 Sitze
- Parteilose: 1 Sitz

(Stand: Kommunalwahl am 11. September 2016)

### Ortsbürgermeister
Der Ortsbürgermeister ist Rudolf Brandes (CDU).

### Wappen
Der Entwurf des Kommunalwappens von Eberholzen stammt von dem Heraldiker und Wappenmaler Gustav Völker, der sämtliche Wappen in der Region Hannover entworfen hat. Das Wappen wurde der Gemeinde am 30. Juli 1938 durch den Oberpräsidenten der Provinz Hannover verliehen. Der Landrat aus Alfeld überreichte es am 20. Dezember desselben Jahres.
| Wappen von Eberholzen | Blasonierung: „Auf Silber ein mit zwei verschlungenen goldenen Ringen belegter blauer Balken.“ |
| Wappen von Eberholzen | Wappenbegründung: In der Gemeinde Eberholzen ist alt und jung die Ortssage „Der Scheidebrunnen“ geläufig. Sie behandelt das Motiv unverbrüchlicher Treue bis in den Tod, das durch die verschlungenen Ringe im blauen Band versinnbildlicht wird. Einstimmig erkor die Gemeinde sich dieses für sie so sinnvolle Wappen. |

## Kultur und Sehenswürdigkeiten

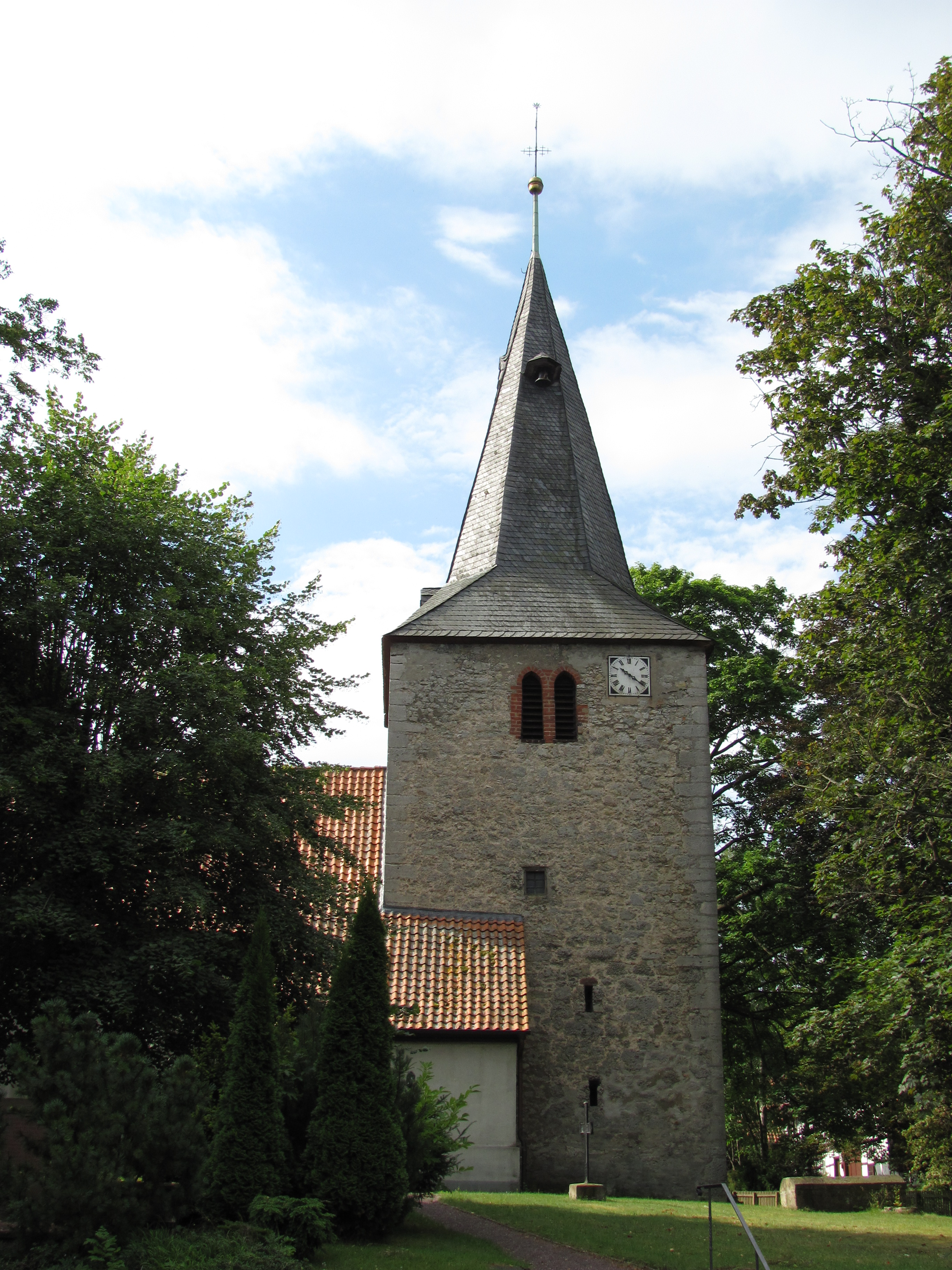
Turm der Kirche aus dem 12. Jahrhundert

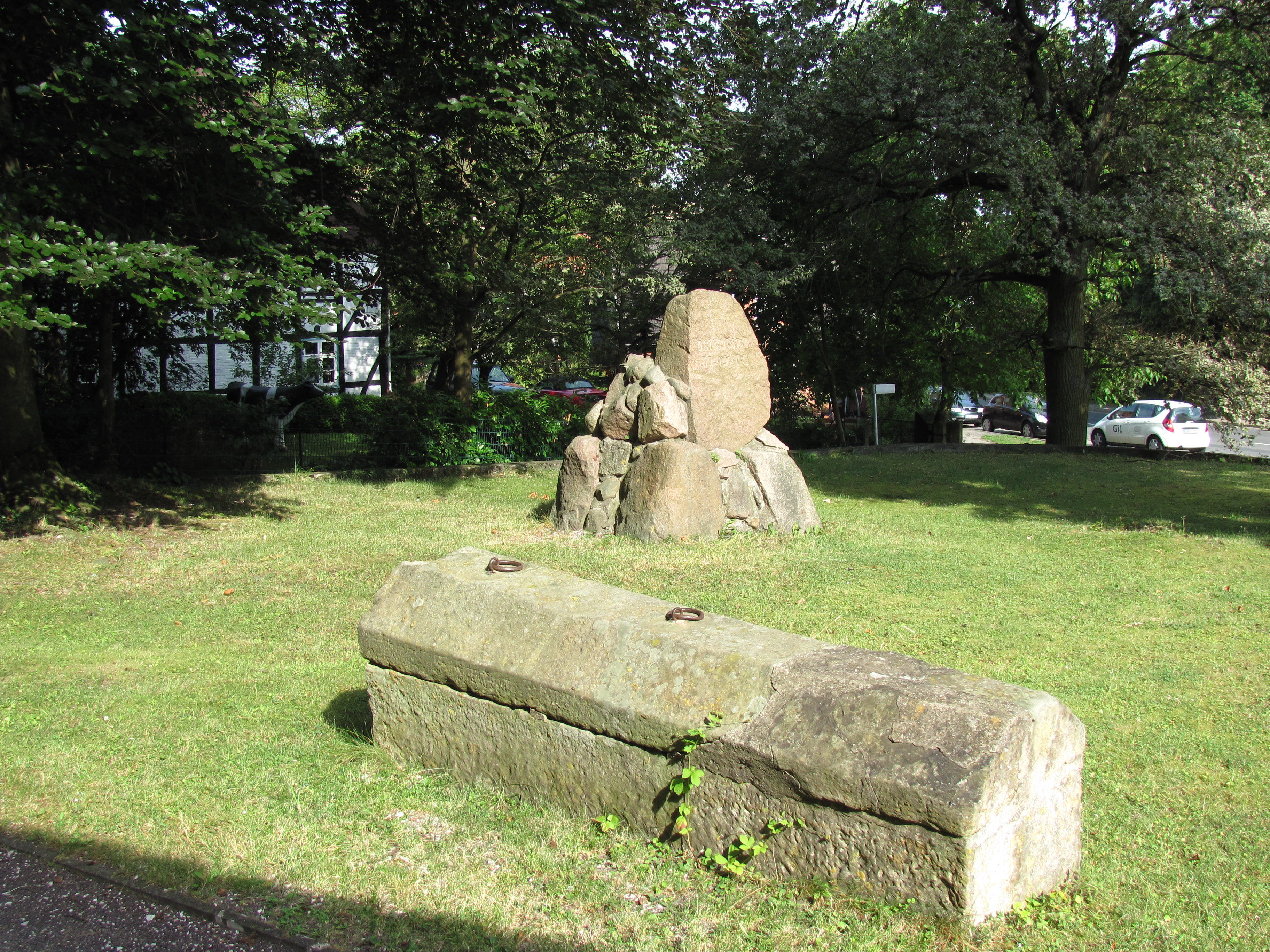
Steinsarg vor der Kirche mit Denkmal

### Bauwerke
Im Ort, durch dessen Mitte der Hahmbach fließt, fallen zahlreiche gut erhaltene bzw. restaurierte Fachwerkhäuser auf, z. B. in der Nord- und Dammstraße, um die Kirche herum und am Tie.
- Der Turm der evangelischen St.-Bartholomäus-Kirche wurde im 12. Jahrhundert erbaut. In der einschiffigen Kirche, deren Schiff 1729 erbaut wurde, sind unter anderem der barocke Kanzelaltar von 1731, die Orgel von 1794[13] und die im 18. Jahrhundert bemalte, hölzerne Kassettendecke sowie das Taufbecken aus Sandstein von 1611 beachtenswert.[14] Die Empore im Osten wurde 1717 eingefügt, die im Westen und Norden 1722/23. 1966 wurde die Kirche renoviert.
- Vor der Kirche ist ein Steinsarg aus dem 13. Jahrhundert zu sehen. In ihm soll einer Sage nach ein Ritter von Eberhardt begraben sein, der mit einem Bann belegt war und deshalb nicht in der Kirche oder auf dem Friedhof beerdigt werden konnte.
- Ebenfalls vor der Kirche wurde 1913 aus Findlingen ein Denkmal zur Erinnerung an die Völkerschlacht bei Leipzig (1813) errichtet. Hier befindet sich auch ein Denkmal zum Gedenken an die Gefallenen beider Weltkriege.
- In der Nordstraße ist ein 1979 restaurierter, 14 m tiefer Brunnen zu sehen.

### Sport
Mit Beginn der Saison 2018/2019 schlossen sich im Herrenbereich die Fußballsparten des TSV Eberholzen, TSV Sibbesse und SV Westfeld zu einer Spielgemeinschaft zusammen. Die 1. Herren agiert seitdem als SG Sibbesse/Eberholzen/Westfeld in der 1. Kreisklasse. Vor einigen Jahren war Eberholzen bundesweit das kleinste Dorf mit einem Verein in einem Bezirk, nachdem 2003 der Aufstieg gelungen war.

## Wirtschaft und Infrastruktur

### Unternehmen
Gegenüber der Kirche befindet sich die Kindertagesstätte „Mäuseburg“.

### Verkehr
Eberholzen ist über Kreisstraßen mit der Bundesstraße 243 an das Straßennetz angeschlossen. Regelmäßige direkte Linienbusverbindungen bestehen von und nach Gronau, Hildesheim und Alfeld.

## Persönlichkeiten
Persönlichkeiten, die vor Ort wirkten
- Eduard Crusius (1797–1861), lutherischer Pfarrer, Schriftsteller und Historiker, war von 1825 bis 1837 Pastor in Eberholzen
- Georg Otto (1928–2021), Gymnasiallehrer, Mitbegründer der politischen Partei Die Grünen und Gründer der Quartalszeitschrift Alternativen, lebt in Eberholzen